# Jordan Morris
Jordan Morris (Seattle, 1994. október 26. –) amerikai válogatott labdarúgó, a Seattle Sounders csatára.

## Pályafutása

### Klubcsapatokban
Morris a washingtoni Seattle városában született. Az ifjúsági pályafutását az Eastside csapatában kezdte, majd 2012-ben a Seattle Sounders akadémiájánál folytatta.
2016-ban mutatkozott be a Seattle Sounders első osztályban szereplő felnőtt keretében. Először a 2016. március 7-ei, Sporting Kansas City ellen 1–0-ra elvesztett mérkőzésen lépett pályára. Első gólját 2016. április 17-én, a Philadelphia Union ellen hazai pályán 2–1-re megnyert találkozón szerezte meg. A 2020–21-es szezon második felében az angol másodosztályban érdekelt Swansea City csapatát erősítette kölcsönben. 2021. január 30-án, a Rotherham United ellen idegenben 3–1-es győzelemmel zárult bajnoki 83. percében, Jamal Lowe cseréjeként lépett pályára.

### A válogatottban
Morris az U20-as és az U23-as korosztályú válogatottakban is képviselte Amerikát.
2014-ben debütált a felnőtt válogatottban. Először a 2014. november 18-ai, Írország ellen 4–1-re elvesztett mérkőzés 76. percében, Alejandro Bedoyat váltva lépett pályára. Első válogatott gólját 2015. április 15-én, Mexikó ellen 2–0-ra megnyert barátságos mérkőzésen szerezte meg.

## Statisztikák
2024. augusztus 25. szerint
| Klub                      | Szezon   | Osztály      | Bajnokság | Bajnokság | Kupa  | Kupa | Nemzetközi | Nemzetközi | Összesen | Összesen |
| Klub                      | Szezon   | Osztály      | Meccs     | Gól       | Meccs | Gól  | Meccs      | Gól        | Meccs    | Gól      |
| ------------------------- | -------- | ------------ | --------- | --------- | ----- | ---- | ---------- | ---------- | -------- | -------- |
| Seattle Sounders          | 2016     | MLS          | 40        | 14        | 2     | 0    | 2          | 0          | 44       | 14       |
| Seattle Sounders          | 2017     | MLS          | 25        | 3         | 0     | 0    | —          | —          | 25       | 3        |
| Seattle Sounders          | 2018     | MLS          | 0         | 0         | 0     | 0    | 1          | 0          | 1        | 0        |
| Seattle Sounders          | 2019     | MLS          | 30        | 13        | 0     | 0    | —          | —          | 30       | 13       |
| Seattle Sounders          | 2020     | MLS          | 27        | 11        | 0     | 0    | 2          | 1          | 29       | 12       |
| Seattle Sounders          | 2021     | MLS          | 3         | 0         | 0     | 0    | —          | —          | 3        | 0        |
| Seattle Sounders          | 2022     | MLS          | 29        | 7         | 0     | 0    | 8          | 3          | 37       | 10       |
| Seattle Sounders          | 2023     | MLS          | 30        | 13        | 0     | 0    | 2          | 1          | 32       | 14       |
| Seattle Sounders          | 2024     | MLS          | 26        | 10        | 1     | 1    | 5          | 3          | 32       | 14       |
| Swansea City (kölcsönben) | 2020–21  | Championship | 4         | 0         | 1     | 0    | —          | —          | 5        | 0        |
| Összesen                  | Összesen | Összesen     | 215       | 71        | 4     | 1    | 20         | 8          | 239      | 80       |

### A válogatottban
| Válogatott       | Év       | Pályára lépés | Gól |
| ---------------- | -------- | ------------- | --- |
| Egyesült Államok | 2014     | 1             | 0   |
| Egyesült Államok | 2015     | 6             | 1   |
| Egyesült Államok | 2016     | 5             | 0   |
| Egyesült Államok | 2017     | 12            | 4   |
| Egyesült Államok | 2018     | 1             | 0   |
| Egyesült Államok | 2019     | 14            | 5   |
| Egyesült Államok | 2021     | 1             | 0   |
| Egyesült Államok | 2022     | 11            | 1   |
| Egyesült Államok | 2023     | 4             | 0   |
| Összesen         | Összesen | 55            | 11  |

#### Góljai a válogatottban
| #  | Időpont              | Helyszín                                                   | Ellenfél   | Gólok | Eredmény | Kiírás                                         |
| -- | -------------------- | ---------------------------------------------------------- | ---------- | ----- | -------- | ---------------------------------------------- |
| 1  | 2015. április 15.    | Alamodome, San Antonio, Amerikai Egyesült Államok          | Mexikó     | 1–0   | 2–0      | Barátságos mérkőzés                            |
| 2  | 2015. február 3.     | Finley Stadion, Chattanooga, Amerikai Egyesült Államok     | Jamaica    | 1–0   | 1–0      | Barátságos mérkőzés                            |
| 3  | 2017. július 12.     | Raymond James Stadion, Tampa, Amerikai Egyesült Államok    | Martinique | 2–0   | 3–2      | 2017-es CONCACAF-aranykupa                     |
| 4  | 2017. július 12.     | Raymond James Stadion, Tampa, Amerikai Egyesült Államok    | Martinique | 3–2   | 3–2      | 2017-es CONCACAF-aranykupa                     |
| 5  | 2017. július 26.     | Levi's Stadion, Santa Clara, Amerikai Egyesült Államok     | Jamaica    | 2–1   | 2–1      | 2017-es CONCACAF-aranykupa döntő               |
| 6  | 2019. szeptember 10. | Busch Stadion, St. Louis, Amerikai Egyesült Államok        | Uruguay    | 1–1   | 1–1      | Barátságos mérkőzés                            |
| 7  | 2019. október 11.    | Audi Field, Washington, Amerikai Egyesült Államok          | Kuba       | 3–0   | 7–0      | 2019–2020-as CONCACAF-nemzetek ligája (A liga) |
| 8  | 2019. november 15.   | Exploria Stadion, Orlando, Amerikai Egyesült Államok       | Kanada     | 1–0   | 4–1      | 2019–2020-as CONCACAF-nemzetek ligája (A liga) |
| 9  | 2019. november 19.   | Truman Bodden Sports Complex, George Town, Kajmán-szigetek | Kuba       | 2–0   | 4–0      | 2019–2020-as CONCACAF-nemzetek ligája (A liga) |
| 10 | 2019. november 19.   | Truman Bodden Sports Complex, George Town, Kajmán-szigetek | Kuba       | 3–0   | 4–0      | 2019–2020-as CONCACAF-nemzetek ligája (A liga) |
| 11 | 2022. június 15.     | Estadio Cuscatlán, San Salvador, Salvador                  | Salvador   | 1–1   | 1–1      | 2022–2023-as CONCACAF-nemzetek ligája (A liga) |

## Sikerei, díjai
Seattle Sounders
- MLS
  - Bajnok (2): 2016, 2019
  - Döntős (2): 2017, 2020

- CONCACAF-bajnokok ligája
  - Győztes (1): 2022

Amerikai válogatott
- CONCACAF-aranykupa
  - Győztes (1): 2017
  - Ezüstérmes (1): 2019

- CONCACAF Nemzetek ligája
  - Győztes (2): 2019–20, 2022–23

Egyéni
- MLS All-Stars: 2022, 2023